# Archer County
Archer County je okres ve státě Texas v USA. Žije zde přibližně 8 600 obyvatel. Správním městem okresu je Archer City, které je rovněž jeho největším městem. Celková rozloha okresu činí 2 398 km².